# Virtua Fighter 4
Virtua Fighter 4 es un videojuego de peleas desarrollado por Sega-AM2 y distribuido por Sega para las plataformas PlayStation 2 y Arcade. Es el cuarto juego en la serie principal Virtua Fighter.
El juego fue lanzado por primera vez en arcades en el 2001, en la placa NAOMI 2. Fue convertido para Playstation 2 en 2002 y al año siguiente apareció la versión Evolution, que contenía nuevas características, movimientos y personajes, y en 2004 aparece en arcades la versión final, llamada Final Tuned (sólo para el mercado japonés).

## Personajes

### Personajes anteriores
- Akira Yuki
- Pai Chan
- Lau Chan
- Wolf Hawkfield
- Jeffry McWild
- Kage-Maru
- Sarah Bryant
- Jacky Bryant
- Shun Di
- Lion Rafale
- Aoi Umenokoji
- Dural

### Personajes nuevos
- Lei Fei
- Vanessa Lewis
- Brad Burns (Sólo Virtua fighter 4: Evolution/Final Tuned)
- Goh Hinogami (Sólo Virtua fighter 4: Evolution/Final Tuned)

## Características del juego

### Personalización
La característica novedosa de Evolution es su modo Quest, que consiste en viajar a diferentes salones de arcades para ganar diferentes torneos que desbloquean nuevas características del juego, como: objetos para personalizar a los personajes, Wallpapers, versiones de los personajes como los del primer Virtua Fighter (polígonos planos, sin texturas), etc.
La inteligencia artificial de los rivales fue tomada directamente de jugadores reales, lo que significa, por ejemplo, que las rutinas de ataques de un Akira rival, será diferente al de otro, y lo mismo con los demás personajes.

### ModoTraining
Virtua Fighter 4 presentó un extenso modo de entrenamiento. Consiste en una enciclopedia sobre los términos utilizados en el juego para definir acciones de los personajes y sus movimientos, lista de movimientos de personajes y guías sobre cómo realizarlos, consejos sobre la mecánica del juego, guía de combinaciones de golpes, opciones de golpes alternativos en caso de que la 
combinación falle, detalle de cómo pulsar los botones para conseguir un golpe determinado, cámara lenta para ver las pulsaciones de botones y los tiempos necesarios para el funcionamiento del golpe, y muchos otros consejos útiles sobre el juego.
El modo entrenamiento de Virtua Fighter 4 tiene tres secciones:
- Command Training: Explicación extensiva sobre los movimientos de cada personaje, uno por uno. Se muestran los comandos necesarios para realizarlos, una vez conseguido se pasa al siguiente movimiento. El juego tiene la opción de saltar el movimiento que se está exhibiendo. También se puede ver a la CPU realizando el movimiento, para mejor entendimiento sobre la ejecución del mismo.

- Free Training: un modo de práctica libre, sin necesidad de hacer lo que el juego pide para avanzar.

- Trial Mode: se practican movimientos para situaciones específicas.

## Cambios respecto lanzamientos anteriores

### Cambios en el modo de juego
Virtua Fighter 4 es mucho más accesible ahora que en versiones anteriores de la saga, al expandir antiguas ideas y añadir nuevas técnicas. El sistema de evasión fue mejorado con respecto a Virtua Fighter 3, se quitó el botón de evasión, y las evasiones se dividen en dos tipos, exitosas y no exitosas. Cuando la evasión no se realiza en tiempo correcto, son no exitosas, dejando al personaje vulnerable. La opción de evadir y escapar de una proyección al mismo tiempo, una técnica avanzada descubierta en Virtua Fighter 3, fue expandida. Virtua Fighter 4 permite escapar de cuantas proyecciones se pueda, y el tiempo para realizar un escape de una proyección exitosa durante una evasión no exitosa se alargó. Un nuevo tipo de movimiento llamado Sabaki se añadió; es un ataque que también revierte ciertos tipos de movimientos.
Los dos personajes nuevos, Vannesa Lewis y Lei-Fei, tienen movimientos que emplean esta característica mucho más que los personajes clásicos, en los cuales se mantienen como movimientos experimentales. Vannesa Lewis es una luchadora de Vale Todo/Muay thai, con dos juegos distintos de movimientos que se pueden cambiar mientras se juega, y Lei-Fei, un monje Shaolin, que utiliza diferentes poses para luchar.

### Personajes
Taka-Arashi, uno de los nuevos personajes de Virtua Fighter 3, fue omitido, al parecer porque los desarrolladores no vieron viable su funcionamiento en el nuevo sistema de juego empleado en Virtua Fighter 4.

### Cambios en los escenarios de lucha
Los escenarios de lucha vuelven a tener el estilo plano y cuadrado de Virtua Fighter, opuesto al estilo ondulante de los escenarios de Virtua Fighter 3. La razón de esto es dejar menos espacio al azar para ganar una pelea, haciendo de esta forma más competitivo y balanceado el sistema de juego. Sin embargo las murallas se mantuvieron y mejoraron al crear un movimiento que permite utilizarlas para lanzar al personaje rival contra ellas, o para que nuestro personaje las utilice para impulsarse y golpear al rival con un golpe aéreo, además de incluir en ciertos escenarios esquinas abiertas, ideales para expulsar a nuestro rival y conseguir una victoria en poco tiempo.

## Revisiones

### Virtua Fighter 4: Evolution
Evolution fue una versión actualizada de Virtua Fighter 4. El juego presentó a dos nuevos personajes, y todos los demás fueron ajustados. Los personajes nuevos eran un yudoca asesino, Goh Hinogami y el luchador de Muay Thai Brad Burns, a Vanessa Lewis, se le quitó su estilo 
de lucha Muay Thai de Virtua Fighter 4 para conservar sólo su estilo de lucha Vale todo.
Todos los escenarios fueron revisados. Por ejemplo el escenario de Lei-Fei en Virtua Fighter 4 transcurría durante el atardecer, en Evolution el momento es el amanecer.
Características
- Gráficos mejorados: mejor anti-aliasing.
- Nueva ítem store en modo Quest.
- Sistema monetario en modo Quest.
- Registro de oponentes en modo Quest: se registran los oponentes a los que se enfrentó en modo Quest.
- Incremento en el número de ítems de los personajes.
- Sistema de ranking mejorado.
- Modos de juego especiales (Hyper Fighter, See-Saw, Westler's, etc.)
- Nuevos rings; semiabiertos, semi amurallados.
- En modo Quest, uno de los torneos se llama Sonic Cup (Copa Sonic). Su logo muestra a Sonic rodeado de anillos.

En Estados Unidos, Virtua Fighter 4: Evolution para PlayStation 2 además incluye como bono Virtua Fighter 10th Anniversary.

### Virtua Fighter 4: Final Tuned
Final Tuned es la actualización final de Virtua Fighter 4. Esta versión se lanzó sólo en Japón e incluyó ciertos ajustes al sistema de juego, además de añadir nuevos escenarios. También se añadieron nuevos ítems para personalizar.